# Octominó

Los 369 octominós libres

Un octominó, o 8-ominó, es un poliominó de orden 8, es decir, un polígono en el plano formado por 8 cuadrados del mismo tamaño conectados arista con arista. Cuando las rotaciones y los reflejos no se consideran formas distintas, hay 369 octominós libres diferentes. Cuando las reflexiones se consideran distintas, hay 704 octominós unilaterales. Cuando las rotaciones también se consideran distintas, hay 2725 octominós fijos.

## Simetría
Los octominós libres se pueden clasificar según sus grupos de simetría:
La figura muestra los 369 octominós libres, coloreados según sus grupos de simetría.
- 316 octominós (de color gris) no tienen simetría. Su grupo de simetría consiste únicamente en la identidad.

- 23 octominós (de color rojo) tienen un eje de simetría especular alineado con las líneas de la cuadrícula. El grupo de simetría tiene dos elementos, la identidad y la reflexión en una línea paralela a los lados de los cuadrados.

- 5 octominós (de color verde) tienen un eje de simetría alineado con las diagonales de la cuadrícula. El grupo de simetría tiene dos elementos, la identidad y una reflexión diagonal.

- 18 octominós (de color azul) tienen simetría puntual, también conocida como simetría rotacional de orden 2. El grupo de simetría tiene dos elementos, la identidad y la rotación de 180°.

- 4 octominós (de color violeta) tienen dos ejes de simetría de reflexión, ambos alineados con las líneas de la cuadrícula. El grupo de simetría tiene cuatro elementos, la identidad, dos reflexiones y la rotación de 180°. Es el grupo diédrico de orden 2.

- 1 octominó (color cian) tiene cuatro ejes de simetría de reflexión, alineados con las líneas de la cuadrícula y las diagonales, y simetría rotacional de orden 4. El grupo de simetría, el grupo diédrico de orden 4, tiene ocho elementos.

- 1 octominó (de color naranja) tienen dos ejes de simetría de reflexión, ambos alineados con las diagonales de la cuadrícula. El grupo de simetría tiene cuatro elementos, la identidad, dos reflexiones y la rotación de 180°. Es el grupo diédrico de orden 2, también conocido como el grupo de Klein.

- 1 octominó (de color amarillo) tiene simetría rotacional de orden 4. El grupo de simetría tiene cuatro elementos, la identidad y las rotaciones de 90°, 180° y 270°.

El conjunto de octominós es el conjunto de poliominós más bajo en el que se encuentran las ocho simetrías posibles. El siguiente conjunto superior con esta propiedad es el conjunto dodecaminó (12-ominó).

## Empaquetado y mosaico
Dado que 6 de los octominós libres tienen un agujero, es trivial demostrar que el conjunto completo de octominós no se puede empaquetar en un rectángulo, y que no todos los octominós pueden teselar el plano formando un mosaico.

Los seis octominós con agujeros

De los 369 octominós libres, 320 satisfacen el criterio de Conway y 23 más pueden formar una celda que satisface el criterio. Los otros 26 octominós (incluidos los 6 con agujeros) no pueden teselar el plano.